# Dusty Johnson
Dustin M. Johnson, detto Dusty (Pierre, 30 settembre 1976), è un politico statunitense, membro della Camera dei Rappresentanti per lo stato del Dakota del Sud dal 2019.

## Biografia
Nato a Pierre, Johnson studiò all'Università del Kansas e fu poi collaboratore dell'allora governatore del Dakota del Sud Mike Rounds.
Entrato in politica con il Partito Repubblicano, nel 2004 venne eletto all'interno della South Dakota Public Utilities Commission, dove restò per i successivi sette anni, fin quando il governatore Dennis Daugaard lo scelse come suo capo di gabinetto. Lasciò il posto nel 2014 per accettare una posizione lavorativa nel settore privato.
Nel 2018 si candidò alla Camera dei Rappresentanti per il seggio lasciato dalla compagna di partito Kristi Noem, candidatasi alla carica di governatore. Johnson riuscì ad aggiudicarsi le primarie repubblicane e successivamente vinse anche le elezioni generali, divenendo deputato.